# Gymnázium Jana Valeriána Jirsíka
Gymnázium Jana Valeriána Jirsíka (zkráceně GJVJ) je gymnázium v Českých Budějovicích, poskytující čtyř- a osmileté gymnaziální vzdělávání. Bylo otevřeno v roce 1868 jako první českojazyčné gymnázium ve městě. Iniciátorem jeho vzniku byl českobudějovický biskup Jan Valerián Jirsík, po kterém bylo gymnázium v roce 1990 přejmenováno.

## Historie
O vznik českého gymnázia v Českých Budějovicích se zasloužil především tehdejší biskup Jan Valerián Jirsík (1798-1883). Již před ním existovalo ve městě gymnázium německé, ve kterém byly od roku 1862 zřizovány paralelní třídy s českou řečí. Čeští obyvatelé očekávali, že v Budějovicích bude zřízeno vedle německého i české gymnázium a biskup Jirsík nabídnul pro tento účel místnosti zdarma. Místo toho ale mělo být české gymnázium přeloženo do Třeboně. Biskup Jirsík nabídnul vládě, že v Českých Budějovicích vytvoří pro vznik českého gymnázia stejné podmínky, jaké byly žádány po Třeboni. Přesto vláda přenesla české gymnaziální paralelky do Třeboně a ponechala na osobním Jirsákově rozhodnutí, zda bude v přípravě pokračovat. Na stavbu nového gymnázia se začaly scházet finanční dary i dary stavebního materiálu a 22. dubna 1868 byl slavnostně položen základní kámen původní budovy gymnázia v ulici Skuherského.
První Českobudějovické české gymnázium bylo slavnostně otevřeno 3. října 1868. Již v prvním roce výuky navštěvovalo gymnázium 268 studentů a během dalších 15 let počet vzrostl na 551. Prvním ředitelem gymnázia byl P. Emanuel Hrdlička, do té doby ředitel gymnázia v Klatovech. Soukromá škola měla učební plán a profesory stejné jako gymnázia státní a od roku 1872 přešlo toto české gymnázium do státní správy.
V letech 1868-1870 byl v těsné blízkosti původní budovy gymnázia vybudován Kostel svatého Václava, který sloužil jako seminární kostel pro potřeby studentů gymnázia a dodnes je jimi příležitostně využíván, např. k tradičnímu slavnostnímu vítání studentů prvních ročníků.
Nicméně již v 80. letech 19. století kapacita původní budovy nestačila, a tak došlo v září roku 1903 k přesunu gymnázia do budovy v ulice Fráni Šrámka 23 (tehdy Haasova ulice, později Dr. Antonína Zátky), kde gymnázium sídlí dodnes. V roce 1924 založil bývalý žák gymnázia Fr. A. Borovský tzv. cestovní nadaci; každý rok jeden z žáků obdržel částku 300 Kč a využil ji k prázdninové cestě po republice s tím, že o cestě podal písemnou zprávu.
V roce 1926 získala škola ministerským výnosem právo užívat název České státní gymnasium Jirsíkovo v Českých Budějovicích a od školního roku 1939/1940 nesla název Gymnasium v Budějovicích . Během nacistické okupace byly prostory školy využívány i k jiným účelům.
V roce 1952 bylo gymnázium dočasně přestěhováno do České ulice, kde dělal prozatímního správce Lev Herz, a zdejší pedagogické gymnázium naopak do budovy Jirsíkova gymnázia v ulici Fráni Šrámka. V dubnu 1953 byl přijat zákon o jednotné školské soustavě s osmiletými a jedenáctiletými středními školami, načež bylo v roce 1960 vyhlášeno nové pojetí základní devítileté školy a zřizování středních všeobecně vzdělávacích škol v rámci „spojení školy se životem“ a sídlem školy se po letech opět stala znovu budova ve Šrámkově ulici. V roce 1960 v ní bylo 18 tříd denního studia se 614 žáky a 6 tříd studia při zaměstnání se 141 studujícími.
V roce 1968 se začaly připravovat oslavy 100. výročí založení školy, které byly kvůli událostem v srpnu 1968 přeloženy na duben 1969 a od 1. května 1969 byl škole znovu propůjčen čestný název „Gymnázium J. V. Jirsíka“. Současně bylo v rámci gymnázia zřízeno experimentální studium na základní škole a gymnáziu pro talentovanou mládež jako základ pro osmileté gymnázium.
Od roku 1971 pak bylo gymnázium pojmenováno po Karlu Šatalovi, který na gymnáziu ve 40. letech 20. století učil a jako člen ilegální komunistické strany a účastník protifašistického odboje byl dne 17. března 1941 zatčen a 17. července 1942 odsouzen k smrti.
Na podzim roku 1989 byl na gymnáziu založen smíšený pěvecký sbor Mendík.
3. října 1990 byl název změněn do současné podoby na Gymnázium Jana Valeriána Jirsíka. V roce 1991 byly zahájena výuka primy víceletého gymnázia.
V současné době (2020/2021) zde studuje více než 500 studentů (v 8 třídách osmiletého gymnázia a 9 třídách čtyřletého gymnázia) a jedná se o nejdéle fungující gymnázium v Českých Budějovicích.

## Významné osobnosti
- Jan Valerián Jirsík, 4. biskup českobudějovický, zakladatel

### Absolventi
- Vojtěch Benda, člen bankovní rady České národní banky
- Jan Evangelista Eybl, český kněz a odbojář
- Karel Fleischmann, lékař, spisovatel, kreslíř a grafik
- Emil Hácha, 3. prezident Československa
- Prokop Miroslav Haškovec, literární historik, profesor románské filologie, překladatel
- Karel Holas (voják), účastník protinacistického odboje
- František Jílek-Oberpfalcer, český jazykovědec, vysokoškolský pedagog a překladatel
- Bohdan Kasper, československý legionář, účastník protinacistického odboje
- Aleš Kotalík, lední hokejista
- Karel Lavický, sportovec, olympionik
- Josef Lomský, kulturní pracovník, novinář, historik, pedagog a knihovník
- Josef Petr Ondok, český katolický kněz, řeholník, spisovatel a vědec
- Lída Rakušanová, novinářka a spisovatelka
- František Slunečko, divizní generál, hrdina protifašistického odboje
- Karel Šafář (pedagog), pedagog a překladatel
- Josef Urválek, komunistický prokurátor a soudce, spoluviník justiční vraždy Milady Horákové
- Miloslav Vlk, 35. arcibiskup pražský a primas český[7]
- Václav Vojta, lékař, dětský neurolog, autor Vojtovy metody
- Virginie Walterová, operní pěvkyně
- Jan Bureš (vědec), neurovědec, člen Národní akademie věd USA

### Učitelé
- Václav Baštář, bývalý hokejista za HC Sparta Praha
- Prokop Miroslav Haškovec
- Lev Herz
- Jan Miloslav Kryštůfek, historik
- Karel Šatal, popraven nacisty za činnost v protifašistickém odboji
- Jan Zahradník, český politik